# Giorgio Corona
Giorgio Corona (né le 15 mai 1974 à Palerme en Sicile) est un footballeur italien, qui évolue au poste d'attaquant.
Surnommé Re Giorgio (le Roi Giorgio),, il évolue actuellement avec le club sicilien de Messine.

## Biographie
Sicilien d'origine, Corona (en plus de travailler en tant que serveur dans sa ville de Palerme) commence sa carrière avec le club de la SS Milazzo en 1997, qu'il quitte l'année suivante après une bonne saison pour rejoindre l'équipe de l'ACR Messine.
Après de multiples prêts, il rejoint ensuite en copropriété le club de Brindisi en 2002. En 2003, Brindisi rachète les droits des 50% restants. Il signe cette même année pour l'US Catanzaro.
En juin 2006, il rejoint le club du Calcio Catane, avec qui il découvre pour la première fois la Serie A.
Giorgio Corona s'engage avec l'AC Mantoue en juillet 2007. En 2009, il quitte le club pour l'AS Tarante. En 2010, il rejoint la Juve Stabia, avec qui il parvient à être promu en Serie B.
En août 2011, à la fin de son contrat avec Tarante, il retourne dans sa Sicile natale pour le club de Serie D de Messine.

## Palmarès
| Brindisi - Championnat d'Italie D4 : - Meilleur buteur : 2002-03 (20 buts). - Coupe d'Italie D3 (1) : - Vainqueur : 2002-03. |  | Catanzaro - Championnat d'Italie D3 (1) : - Champion : 2003-04. |

| Juve Stabia - Coupe d'Italie D3 (1) : - Vainqueur : 2002-03. |  | Messine - Championnat d'Italie D5 (1) : - Champion : 2012-13. - Championnat d'Italie D4 (1) : - Champion : 2013-14. |